# Старонікольська сільська рада
Староні́кольська сільська рада (рос. Староникольский сельский совет) — сільське поселення у складі Червоногвардійського району Оренбурзької області Росії.
Адміністративний центр — село Старонікольське.

## Населення
Населення — 327 осіб (2019; 402 в 2010, 566 у 2002).

## Склад
До складу сільської ради входять:
| Населений пункт       | Населення, осіб (2002) | Населення, осіб (2010) |
| --------------------- | ---------------------- | ---------------------- |
| Гремучий, селище      | 102                    | 17                     |
| Старонікольське, село | 464                    | 385                    |